# Strage di Torino (1922)
La strage di Torino fu una serie di omicidi commessi tra il 18 e il 20 dicembre 1922 a Torino dai fascisti capeggiati da Piero Brandimarte.

## Eventi

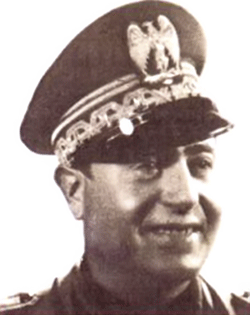
Piero Brandimarte, capo dello squadrismo torinese.

La notte di domenica 17 dicembre 1922 alla barriera di Nizza, tra corso Spezia e via Nizza, avvenne uno scontro a fuoco nel quale restarono ferite quattro persone, due delle quali morirono nel giro di poche ore. Le vittime furono Giuseppe Dresda, ferroviere ventisettenne, e Lucio Bazzani, studente di ingegneria di 22 anni, entrambi militanti fascisti, che avevano aggredito un militante comunista, il quale, difendendosi, aveva colpito a morte i due.
L'uccisore, riconosciuto nel tranviere ventiduenne Francesco Prato, riuscì a fuggire, benché ferito a una gamba. Aiutato dai suoi compagni, si rifugiò in un'abitazione non distante da corso Spezia e, in seguito, venne fatto espatriare in Unione Sovietica, dove si ipotizza sia scomparso nel periodo delle purghe staliniane.
I due omicidi, oltre alle indagini della polizia, furono il pretesto per la reazione violenta, e non nuova, delle squadre d'azione, capeggiate da Piero Brandimarte, organizzata dai quadrumviri del fascismo torinese: Scarampi, Voltolini, Monferrino e Orsi; Prato venne ricercato nell'intera città di Torino presso gli esponenti più conosciuti della fazione politica opposta, senza successo. Inoltre, dopo una riunione in prefettura, a cui presero parte gli industriali della città, il prefetto promise di astenersi dal fare intervenire la forza pubblica, dietro insistenti richieste della ricca e potente borghesia industriale torinese, cosicché la strage poté cominciare.
(Piero Brandimarte)

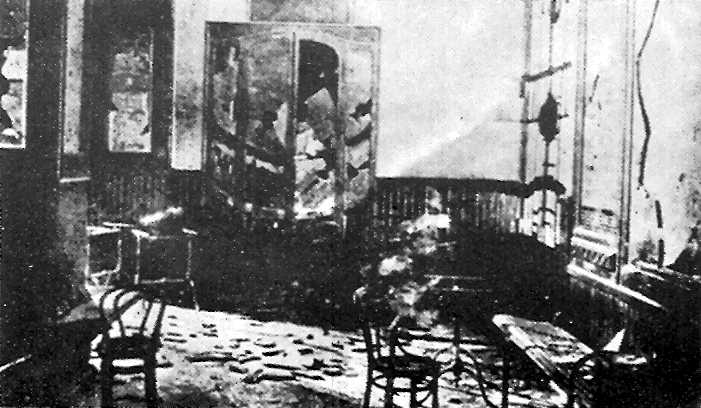
Interno della Camera del Lavoro dopo l'attacco squadrista.

Gli scontri portarono alla morte di 14 uomini e al ferimento di 26, mentre vennero date alle fiamme l'edificio della Camera del Lavoro, il circolo anarchico dei ferrovieri, il Circolo Carlo Marx e devastata la sede de L'Ordine Nuovo.
(Walter Tobagi, Gli anni del manganello, p. 20)
Benito Mussolini, telefonando al prefetto di Torino, subito dopo la strage disse: 
(Walter Tobagi, Gli anni del manganello, p. 20)

## Le vittime

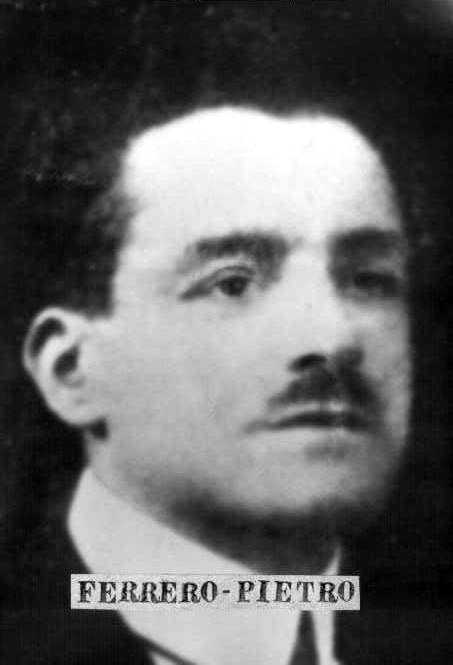
Pietro Ferrero, segretario della sezione torinese della FIOM, assassinato dai fascisti nella strage.

### 18 dicembre
- Carlo Berruti, ferroviere e consigliere comunale del Partito Comunista d'Italia, ucciso nelle campagne di Nichelino.
- Matteo Chiolero, tranviere e militante socialista, ucciso nella sua casa in via Abegg 7.
- Erminio Andreone, fuochista delle ferrovie, ucciso davanti alla sua casa (poi bruciata) in via Alassio 25.
- Pietro Ferrero, anarchico e segretario torinese della Federazione degli operai metallurgici (FIOM), trovato irriconoscibile con la testa fracassata sotto il monumento a Vittorio Emanuele, dopo essere stato legato per i piedi a un camion e trascinato per tutto corso Vittorio Emanuele.
- Andrea Ghiomo e Matteo Tarizzo, due antifascisti: vennero ritrovati il primo nel prato di via Pinelli con il cranio spezzato e sanguinante, centinaia di ferite sulla testa e su tutto il resto del corpo; il secondo in fondo a via Canova, in un lago di sangue, ucciso da un colpo di clava che gli aveva fracassato il cranio.
- Leone Mazzola, proprietario di un'osteria e militante socialista, ucciso a colpi di arma da fuoco nel proprio letto nel retrobottega, dove aveva la sua abitazione.
- Giovanni Massaro, ex ferroviere e anarchico, ucciso a colpi di moschetto vicino alla cascina Maletto di via San Paolo.

### 19 dicembre
- Cesare Pochettino, artigiano non impegnato in politica. Venne prelevato assieme al cognato Stefano Zurletti ed entrambi furono portati in collina e fucilati sull'orlo di un precipizio: Pochettino morì sul colpo, mentre Zurletti si finse morto e, soccorso da un anziano signore che aveva assistito alla scena dall'alto con la figlia, venne portato in ospedale. Qui subì le angherie degli squadristi che scorrazzavano liberamente fra letti e corridoi, riempiendolo di insulti e minacce, ma riuscì a sopravvivere. Morì poi il 10 dicembre 1951, e pertanto il suo nome non figura tra le vittime.
- Angelo Quintagliè, usciere dell'ufficio ferroviario "Controllo prodotti", non impegnato in politica, per aver deplorato pubblicamente l'omicidio di Carlo Berruti.

### 20 dicembre
- Evasio Becchio, operaio e comunista di 25 anni, prelevato da un'osteria e condotto in fondo a corso Bramante dove venne ucciso a colpi di pistola e moschetto.

## Azioni giudiziarie

### Periodo fascista
Il 24 dicembre 1922 venne pubblicato un decreto di amnistia firmato dal guardasigilli Oviglio. L'amnistia fu concessa a chi aveva perseguito delinquenze "...per un fine, seppure indirettamente, nazionale" ovvero in difesa "dell’ordine politico-sociale".  La magistratura non intraprese procedimenti giudiziari, nemmeno per delitti motivati da moventi personali quali erano stati identificati dalle indagini tra i numerosi omicidi.
Il partito fascista torinese era diviso. Il quadrumviro Cesare Maria De Vecchi, che dominava il partito a Torino, pronunciò un discorso il 31 dicembre 1922 in cui si assunse la responsabilità politica e morale degli avvenimenti, che giudicò dolorosi ma necessari per reprimere i comunisti. Altri esponenti, tra cui Massimo Rocca e Mario Gioda, condannarono gli eventi come reazioni eccessive.

Nel gennaio 1923 il governo incaricò il prefetto Gasti e il dirigente fascista Francesco Giunta di effettuare un'inchiesta a Torino. Essa portò alla luce i conflitti interni al partito fascista torinese, dominato da De Vecchi, circondatosi di uomini fedeli. Il loro rapporto parlava di "sconfinamento da ogni criterio di commisurazione e di responsabilità". 
La premeditazione o la incoscienza del Direttorio del Fascio torinese e del Comando della legione incute raccapriccio e sgomento.
In seguito al rapporto, il Gran Consiglio del Fascismo sciolse il fascio di Torino e incaricò lo stesso De Vecchi di ricostituirlo. De Vecchi delegò la ricostituzione, tramite l'ispettore generale di zona Cesare Forni, al console Piero Brandimarte, comandante della legione.
Il decreto di amnistia del 1922 impedì il prosieguo di azioni giudiziarie, quali quelle promosse nel 1923 da Giovanni Roveda, segretario della Camera del Lavoro di Torino; nel 1924 dai deputati socialisti Giuseppe Romita e Filippo Amedeo; e dalla stessa magistratura inquirente nel 1924.

### Periodo post-fascista
Cesare Maria De Vecchi venne processato nel 1947 per vari reati tra cui l'attività di squadrista. Venne condannato a 5 anni di reclusione, interamente condonati, solo per l'insurrezione armata del 28 ottobre 1922. Venne prosciolto per amnistia dal reato di attività squadrista.
Piero Brandimarte venne arrestato nel 1945 e la magistratura promosse azione giudiziaria per la strage del 1922. L'istruttoria si protrasse per molto tempo. Il processo era molto atteso a Torino. Il sindaco di Torino, Giovanni Roveda, dichiarò nel 1945:
I fatti di Torino comprendono in sé tutta la nefasta azione che permise al governo fascista di rovinare e distruggere il Paese fino a farlo diventare servo del nazismo. Il processo per i fatti di Torino, a mio modo di vedere, va inteso come il processo contro il fascismo, non solo di sua espressione squadrista, ma soprattutto nella responsabilità di chi, spesso stando nascosto, ha finanziato e ispirato tanta barbarica strage.
Nel 1950, Brandimarte fu rinviato a giudizio per dieci omicidi commessi durante la strage. In seguito a una campagna di stampa che lo attaccava, il processo venne trasferito a Firenze dalla Suprema Corte di Cassazione, su istanza della difesa. Il trasferimento del processo suscitò reazioni di stampa e manifestazioni a Torino.
Il processo ebbe luogo nel luglio 1950. Brandimarte fu accusato, insieme con Maurizio Vinardi, Giacomo Lorenzini, Carlo Natoli, Nino Macellari e Ferdinando Sartini. La sentenza del 4 agosto 1950 così dispose:
- Piero Brandimarte: colpevole di tutti i concorsi in omicidio e mancato omicidio, condannato a 26 anni e 3 mesi, condono di due terzi della pena.
- Nino Giulio Macellari, condannato per l'uccisione di Cesare Pochettino e il tentato omicidio di Stefano Zurletti: 24 anni e 6 mesi con condono di due terzi della pena.
- Maurizio Vinardi, colpevole dell'omicidio di Pietro Longo: 21 anni, condono di due terzi della pena.
- Carlo Natoli, assolto per insufficienza di prove dal concorso in omicidio di Ghiomo e Pochettno e tentato omicidio di Zurletti.
- Ferdinando Sartini, assolto per insufficienza di prove per l'uccisione di Cesare Pochettino e il tentato omicidio di Stefano Zurletti.
- Giacomo Lorenzini, assolto per non aver commesso il fatto.

Nel 1952 la Corte di assise di Bologna pronunciò la sentenza di appello:
- Brandimarte: assolto per insufficienza di prove.
- Natoli: assolto per non aver commesso il fatto.
- Vinardi: 12 anni, pena ridotta a 9 anni per attenuanti generiche.
- Il processo a Macellari era stato stralciato da questo.

## Significato storico
La storiografia prevalente inquadra la strage nella fase di consolidamento della presa del potere fascista sullo Stato, in un clima di tensione e violenza che erano cresciuti dopo la Marcia su Roma. All'inizio degli anni 1920 lo squadrismo fascista non era ancora radicato a Torino. Vi erano invece fortemente radicati il sindacalismo e i partiti di sinistra, protagonisti nel dopoguerra di lunghe contrapposizioni e vertenze con l'industria.
Il 31 ottobre 1922 Mussolini formò un governo con popolari, liberali e nazionalisti. Alla fine del 1922 gli squadristi si sentivano minacciati dalla propria marginalità nel tessuto sociale cittadino e al contempo dalle spinte alla smobilitazione da parte dei vertici fascisti nazionali, che erano entrati nelle istituzioni. Gli squadristi volevano dunque affermarsi e vincere i propri avversari locali . I poteri prevalenti nel fascismo torinese si servirono della violenza squadrista per reprimere le organizzazioni sindacali e i partiti di sinistra, in sintonia con i maggiori interessi imprenditoriali.
Gli storici divergono nell'identificazione delle responsabilità della strage all'interno del partito fascista e sul ruolo giocato dal governo nazionale.
De Felice ritiene che i fatti non furono premeditati né gestiti da Roma, ma ebbero un'origine casuale, nella situazione sociale torinese. Le squadre agirono sfuggendo al controllo del partito. La fazione del partito torinese che sosteneva più direttamente lo squadrismo giustificò gli eventi a posteriori. Mussolini ordinò l'inchiesta per gestire il rischio di una crisi interna al partito, che era ancora indebitato al potere dei ras locali. Ma infine raggiunse un compromesso, quando il Gran Consiglio del Fascismo assegnò a De Vecchi (fortemente criticato dall'inchiesta) la ricostituzione del fascio torinese.
Carcano ritieneva che la strage fosse stata un'azione premeditata, sostenuta dal governo, e organizzata su grande scala dai ras locali tramite lo squadrismo finanziato da interessi economici. Egli ritenne che la strage non sia stata frutto di lotte interne al fascismo locale: l'inchiesta governativa del 1923 fu un'azione di facciata che, combinata con la mancata azione da parte della magistratura, lasciò i responsabili della strage impuniti.
Similmente secondo Mana, l'inchiesta governativa ebbe l'intenzione di tranquillizzare l'opinione pubblica e gli alleati non fascisti nel governo.
La strage fu subito seguita da una vasta repressione poliziesca degli appartenenti al Partito Comunista d'Italia: essa, oltre ai bersagli diretti, mirava anche a intimidire chiunque non si identificasse col fascismo.
In una intervista del 1973 lo scrittore Primo Levi dichiarò che la strage di Torino fu una «caccia per le strade» che diede inizio alla violenza a scopo politico in Italia, e sempre secondo Levi tra questa strage e le politiche sterminazioniste tedesche durante la seconda guerra mondiale c'è una sorta di linea diretta, dato che lo stragismo fascista è stato preso ad esempio e quindi "perfezionato" su scala "industriale" in Germania. Durante l'intervista, parlando delle lezioni che teneva agli studenti italiani Primo Levi dichiarò: «Tendo a mettere in chiaro che c'è una linea diretta che parte dalle stragi di Torino del '22 e finisce ad Auschwitz. C'è una continuità abbastanza evidente [...]. Stiamo parlando di qualcosa che è stato inventato in Italia e perfezionato in Germania», ribadendo che: «Lo sterminio industriale è tedesco. Ma la violenza a scopo politico in questo secolo è un'invenzione italiana».

## Commemorazioni
- Nel 1933, in una piazzetta di via Genova a Torino, l'architetto Gino Levi-Montalcini innalzò il Monumento ai martiri fascisti Dresda e Bazzani, demolito nel dopoguerra.[18]
- Nel 1946 Torino ha dedicato[19] alle vittime della strage piazza XVIII Dicembre (prima piazza San Martino) e, dal 2006, l'omonima stazione della linea 1 della metropolitana di Torino.
- Nella piazza, all'angolo con via Cernaia, vi è una lapide commemorativa nei cui pressi, ogni anno, si svolge una celebrazione commemorativa in onore delle vittime della strage.[20]
- Il comune di Torino ha dedicato una via a Berruti e Ferrero (prosecuzione di corso Tazzoli angolo corso Unione Sovietica).
- A Lucio Bazzani fu dedicata, fino al 1945, l'attuale via Saluzzo nel quartiere di San Salvario (un'insegna è ancora parzialmente leggibile all'angolo fra via Saluzzo e via Berthollet).
- In occasione del novantennale della strage, il 18 dicembre 2012, si è svolto un fitto calendario di appuntamenti cittadini.[21]
- in occasione del centenario della strage è stata effettuata una commemorazione presso la celletta dove sono conservati i resti di Pietro Ferrero al cimitero Monumentale di Torino.[22]